# Herdmania
Herdmania is een geslacht van zakpijpen (Ascidiacea) uit de familie van de Pyuridae en de orde Stolidobranchia.

## Soorten
- Herdmania andamanensis Mondal, Raghunathan & Chandra, 2017
- Herdmania armata Monniot F. & Monniot C., 2001
- Herdmania colona Monniot F. & Monniot C., 2003
- Herdmania coutieri Monniot C., 2002
- Herdmania fimbriae Kott, 2002
- Herdmania grandis (Heller, 1878)
- Herdmania inflata (Van Name, 1918)
- Herdmania japonica (Hartmeyer, 1909)
- Herdmania kiiensis Nishikawa, 2002
- Herdmania mauritiana (Drasche, 1884)
- Herdmania mentula Kott, 2002
- Herdmania mirabilis (Drasche, 1884)
- Herdmania momus (Savigny, 1816)
- Herdmania pallida (Heller, 1878)
- Herdmania papietensis (Herdman, 1882)
- Herdmania pennata (Monniot C. & Monniot F., 1991)
- Herdmania polyducta (Monniot C. & Monniot F., 1989)
- Herdmania subpallida Nishikawa, 2002

### Synoniemen
- Herdmania bostrichobranchus Metcalf, 1900 → Bostrichobranchus pilularis (Verrill, 1871)
- Herdmania claviformis Ritter, 1903 → Euherdmania claviformis (Ritter, 1903)
- Herdmania contorta Monniot C., 1992 → Herdmania momus (Savigny, 1816)
- Herdmania curvata Kott, 1952 → Herdmania momus (Savigny, 1816)
- Herdmania insolita Monniot F. & Monniot C., 2001 → Herdmania mauritiana (Drasche, 1884)
- Herdmania vasculosa (Herdman, 1888) → Ascidia bathybia Hartmeyer, 1922